# Acyrthosiphon porrifolii
Acyrthosiphon porrifolii är en insektsart som först beskrevs av Carl Julius Bernhard Börner 1950.  Acyrthosiphon porrifolii ingår i släktet Acyrthosiphon och familjen långrörsbladlöss. Inga underarter finns listade i Catalogue of Life.